# 그루지옹츠군

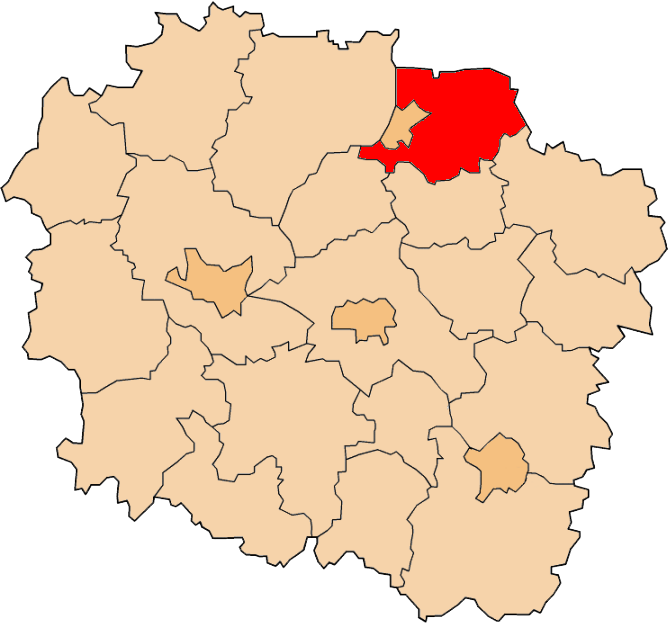
쿠야비포모제주 지도에 표시된 그루지옹츠군의 위치

그루지옹츠군(폴란드어: powiat grudziądzki)은 폴란드 쿠야비포모제주에 위치한 군으로 면적은 728.39km2, 인구는 40,181명(2019년 기준), 인구 밀도는 55명/km2이다. 군청 소재지는 그루지옹츠이지만 그루지옹츠군에 속하지 않고 별도의 도시군으로 존재한다.
북쪽으로는 포모제주 크비진군, 동쪽으로는 브로드니차군, 바르미아마주리주 이와바군, 노베미아스토군, 남쪽으로는 봉브제지노군, 서쪽으로는 헤움노군, 시비에치에군과 접한다. 6개 지방 자치체(2개 도시형 농촌, 4개 농촌)를 관할한다.

군 문장